# ريف سبال
ريف جوزيف سبال (ولد في 10 مارس 1983) ممثل إنجليزي، عرف بأدواره في المسلسل الدرامي خط الظل (2011) في شخصية "جاي وراتن"، فيلم درامي رومانسي يوم واحد (2011)، مجهول (2011)، بروميثيوس (2012)، حياة باي (2012)، ذا بيج شورت (2015).

## روابط خارجية
- ريف سبال على موقع IMDb (الإنجليزية)
- ريف سبال على موقع ألو سيني (الفرنسية)
- ريف سبال على موقع ميوزك برينز (الإنجليزية)
- ريف سبال على موقع أول موفي (الإنجليزية)
- ريف سبال على موقع قاعدة بيانات برودواي على الإنترنت (الإنجليزية)
- ريف سبال على موقع قاعدة بيانات الأفلام السويدية (السويدية)
- ريف سبال على موقع قاعدة بيانات الفيلم (الإنجليزية)
- ريف سبال على موقع كينوبويسك (الروسية)
- Interview about the BBC's The Rotters' Club